# (323137) 2003 BM80
282P/2003 BM80
(323137) 2003 BM80, aussi nommé 282P/2003 BM80, est une planète mineure et une comète périodique du système solaire, découverte le 26 janvier 2003 par le programme LONEOS. Elle avait été pré-découverte par le programme NEAT le 18 décembre 2001.